# 63 Armia (ZSRR)
63 Armia (ros. 63-я армия) – związek operacyjny Armii Czerwonej z okresu II wojny światowej.

## Historia

### I formowanie
Armia została sformowana 10 lipca 1942 r. na podstawie dyrektywy Naczelnego Dowództwa z 9 lipca 1942 r. z przemianowania 5 Armii Rezerwowej. 
12 lipca 1942 roku armia została włączona do nowo utworzonego Frontu Stalingradzkiego, a od 30 września do Frontu Dońskiego i wzięła udział w bitwie stalingradzkiej. Podczas walk obronnych armia utrzymywała linię wzdłuż lewego brzegu Donu – na północny zachód od miasta Sierafimowicze i uniemożliwiła zajęcie Stalingradu z marszu, co było planem niemieckiego dowództwa.
Pod koniec sierpnia we współdziałaniu z 21 Armią przeprowadziła serię kontrataków na lewą flankę wojsk niemieckich nacierających na Stalingrad, jej oddziały sforsowały Don i utworzyły przyczółek na jego prawym brzegu na zachód od Sierafimowicz, który odegrał ważną rolę w momencie przejścia wojsk radzieckich do kontrofensywy.
Od 29 października 1942 r. armia wchodziła w skład Frontu Południowo-Zachodniego i prowadziła walki obronne.
4 listopada armia została przemianowana początkowo w 1 Gwardyjską Armię, którą już 5 grudnia przemianowano w 3 Gwardyjską Armię. 

### II formowanie
Ponownie armia została sformowana 27 kwietnia 1943 roku na bazie 2 Armii Rezerwowej. 
29 kwietnia 1943 roku armia została włączona w skład Frontu Briańskiego. Od 22 maja broniła linii obronnych wzdłuż rzek Zusza – Nerucz i toczyła walki obronne na południowy wschód od Mcenska.
W okresie lipiec – sierpień wzięła udział w operacji orłowskiej, w czasie której uczestniczyła w rozbiciu szeregu niemieckich oddziałów z 2 Armii Pancernej i 9 Armii. We współpracy z 3 Armią w dniu 5 sierpnia wyzwoliła Orzeł. W dniu 18 sierpnia dotarła do rzeki Optucha, gdzie zajęła pozycje obronne. W czasie tej operacji w walkach przeszła około 150 km. 
Następnie uczestniczyła w okresie od 1 września do 3 października w operacji briańskiej, w czasie której przekroczyła rzekę Desna, wyzwoliła miasta Trubczewsk (18 września), Starodub (22 września) oraz wspólnie z 1 Korpusem Pancernym i 48 Armią Nowozybkow (25 września). Na początku października dotarła do rzeki Soż i wkroczyła na terytorium Białorusi.
8 października 1943 roku weszła w skład Frontu Centralnego (w dniu 20 października przemianowany na Front Białoruski). W ramach tego frontu uczestniczyła w operacji homelsko-rzeczyckiej w dniach 10–20 listopada 1943 roku, biorąc udział w wyzwoleniu części wschodnich regionów Białorusi. Po zakończeniu tej operacji zajęła pozycje obronne i prowadziła jedynie lokalne walki mające na celu poprawę linii obronnej.
18 lutego 1944 roku armia została rozwiązana, a jej oddziały przekazano do 3 i 48 Armii.

## Dowódcy
- gen. por. Wasilij Kuzniecow (4 lipca 1942 – 1 listopada 1942)
- gen. por. Wasilij Morozow (8 marca – 14 maja 1943)
- gen. por. Władimir Kołpakczi (14 maja 1943 – 10 lutego 1944)

## Skład[2]

### I formowanie
sierpień 194214 Gwardyjska Dywizja Strzelecka, 1, 127, 153, 197, 203 Dywizja Strzelecka, 36, 134, 193 Brygada Pancerna
wrzesień 194214 Gwardyjska Dywizja Strzelecka, 1, 127, 153, 197, 203 Dywizja Strzelecka
październik 194214 Gwardyjska Dywizja Strzelecka, 1 153, 197, 203 Dywizja Strzelecka, 6 Gwardyjska Dywizja Kawalerii
listopad 19421, 153, 197 Dywizja Strzelecka, 22 Brygada Zmechanizowana

### II formowanie
maj 1943129, 235, 250, 348, 380, 397 Dywizja Strzelecka
czerwiec 19435, 41, 129, 250, 287, 348, 397 Dywizja Strzelecka
lipiec 19435, 41, 129, 250, 287, 348, 397 Dywizja Strzelecka
sierpień 194335 i 40 Korpus Armijny (tylko dowództwo), 5, 41, 129, 250, 287, 348, 397 Dywizja Strzelecka
wrzesień 194335 i 40 Korpus Armijny (tylko dowództwo), 5, 41, 129, 250, 287, 348, 397 Dywizja Strzelecka
październik 194335 Korpus Armijny (5, 250, 397 Dywizja Strzelecka), 40 Korpus Armijny (129, 287, 348 Dywizja Strzelecka), 41 i 169 Dywizja Strzelecka
listopad 194335 Korpus Armijny (5, 250, 287 Dywizja Strzelecka), 40 Korpus Armijny (129, 169, 348 Dywizja Strzelecka), 41 i 397 Dywizja Strzelecka
grudzień 194335 Korpus Armijny (250, 287, 348, 397 Dywizja Strzelecka), 40 Korpus Armijny (41, 129, 169 Dywizja Strzelecka)
styczeń 194435 Korpus Armijny (129, 250, 348 Dywizja Strzelecka), 40 Korpus Armijny (41, 169 Dywizja Strzelecka), 53 Korpus Armijny (96, 260, 323 Dywizja Strzelecka)
luty 194435 Korpus Armijny (250, 323 Dywizja Strzelecka), 40 Korpus Armijny (129, 169, 348 Dywizja Strzelecka)